# Richard Doell (Kirchenmusiker)
Richard Doell (* 1893 in Weißenfels; † 1950 in Halle (Saale)) war ein deutscher Musikpädagoge und Kirchenmusiker. 

## Leben
Richard Doell wurde 1893 in Weißenfels geboren und am Lehrerseminar Weißenfels in Musikpädagogik ausgebildet. 1920 trat er seinen Schuldienst an einer Volksschule in Halle an und gründete wenig später die Hallische Musikantengilde. 1932 wurde Richard Doell Kirchenmusiker der halleschen Neumarktgemeinde St. Laurentius. Hier gelang ihm der Aufbau einer leistungsfähigen Kantorei, mit der er Oratorien G.F. Händels aufführte, erhielt aber 1940 Berufsverbot durch die Gestapo.
Nach dem Zweiten Weltkrieg baute Richard Doell bis zu seinem Tode den Stadtsingechor zu Halle neu auf. Unter seiner Leitung sangen damals Ivan Rebroff und Gothart Stier als Chorknaben.

## Werke
- Richard Doell: Die evangelische Kirchenmusik und die neue Singbewegung, Verlag Leipzig: Kirchgemeinde Leipzig-Connewitz, 1930

| Personendaten    | Personendaten                              |
| ---------------- | ------------------------------------------ |
| NAME             | Doell, Richard                             |
| KURZBESCHREIBUNG | deutscher Musikpädagoge und Kirchenmusiker |
| GEBURTSDATUM     | 1893                                       |
| GEBURTSORT       | Weißenfels                                 |
| STERBEDATUM      | 1950                                       |
| STERBEORT        | Halle (Saale)                              |